# Myophonus
Myophonus is een geslacht van vogels uit de familie vliegenvangers (Muscicapidae). Het geslacht telt 9 soorten.

## Soorten
- Myophonus blighi – Ceylonfluitlijster
- Myophonus borneensis – Borneofluitlijster
- Myophonus caeruleus – Chinese fluitlijster
- Myophonus castaneus – Sumatraanse fluitlijster
- Myophonus glaucinus – Javaanse fluitlijster
- Myophonus horsfieldii – Malabarfluitlijster
- Myophonus insularis – Taiwanfluitlijster
- Myophonus melanurus – Glanzende fluitlijster
- Myophonus robinsoni – Maleise fluitlijster